# Myc
Myc és una família de gens reguladors i protooncogens que codifiquen els factors de transcripció. La família Myc consta de tres gens humans relacionats: c-myc, l-myc, i n-myc. El c-myc (també conegut de vegades com MYC) va ser el primer gen descobert en aquesta família, a causa de la homologia amb el gen viral ''v-myc''.
En el càncer, c-myc s'expressa sovint constitutivament (persistent). Això provoca un augment de l'expressió de molts gens, alguns dels quals estan implicats en la proliferació cel·lular, contribuint a la formació del càncer. Una translocació humana comuna que inclou c-myc és fonamental per al desenvolupament de la majoria dels casos de limfoma de Burkitt. S'ha observat també una elevada regulació constitutiva dels gens de Myc en el carcinoma de cèrvix, de còlon, de mama, de pulmó i d'estómac. Per tant, Myc es considera un objectiu prometedor per als medicaments contra el càncer.
Al genoma humà, c-myc es troba al cromosoma 8 i es creu que regula l'expressió del 15% de tots els gens mitjançant la unió a les seqüències E-box.
A més del seu paper com a factor de transcripció clàssic, el n-myc pot reclutar histones acetiltransferasa (HAT). Això li permet regular l'estructura de la cromatina global mitjançant la acetilació de les histones.